# Мери Биърд
Дейм Мери Биърд (на английски: Mary Beard) е британска историчка, експерт по антична цивилизация.

## Биография
Уинифред Мери Биърд е родена на 1 януари 1955 г. в Мъч Уенлок, Шропшър, Англия.
Кариерата ѝ започва през 1979 г. в Лондонския Кралски колеж, а след 1984 г. се премества в Кеймбридж, където става професор титуляр през 2004 г. През академичната 2008 – 2009 г. чете лекции в Калифорнийски университет – Бъркли. Успоредно с академичната си кариера, тя се изявява в медиите, което я е направило разпознаваема за по-широката публика.
След 2010 г. представя по ББС няколко документално-образователни продукции за Помпей и Римската империя. Помни се също нейното представяна на Калигула от 2013 г., в което изтъква паралели с по-късните тоталитарни лидери и митовете около тях. Вниманието на медиите и коментаторите се фокусира повече върху нейното поведение, отказът ѝ да следва (женски) стереотипи. През 2017 г., когато тези противоречия продължават, тя изнася лекция за жените във властта "от Медуза до Меркел“. Чете Гифордовите лекции за 2019 г. под заглавието The Ancient World and Us: From Fear and Loathing to Enlightenment and Ethics.
Тя е професор по класическа филология В Кеймбриджкия университет и професор по антична литература в Кралската академия за изкуства. Редактор в литературната притурка на „Таймс“, където е и колумнист.

## Почести и титли
- Fellow of the Society of Antiquaries (FSA) in 2005[4]
- Corresponding Member of the Archaeological Institute of America in 2009[5]
- Fellow of the British Academy (FBA) in 2010[6]
- Офицер на Ордена на Британската империя (OBE) за 2013 New Year Honours for „services to classical scholarship“
- Bodley Medal (2016)[7]
- Дейм Командор на Ордена на Британската империя (DBE) за 2018 Birthday Honours for „services to the study of classical civilisations“
- Награда на принцесата на Астурия за обществени науки 2016[8]
- Титла доктор хонорис кауза от Университет на Сейнт Андрюс в 2013[9]; от Universidad Carlos III de Madrid в 2017 [10]; Radboud University в 2018 [11]; от Йейлски университет в 2019.[12] от Университет Сантиаго де Компостела, 2022[13]

## Книги
- Rome in the Late Republic (1985, 1999) – с Майкъл Крофорд; ISBN 0-7156-2928-X
- The Good Working Mother's Guide (1989); ISBN 0-7156-2278-1
- Classics: A Very Short Introduction (1995) – с Г. У. Хендерсън; ISBN 0-19-285313-9
- Religions of Rome (1998) – с Джон Норт и Саймън Прайс; ISBN 0-521-30401-6 (vol. 1), ISBN 0-521-45015-2 (vol. 2)
- The Invention of Jane Harrison (2000); ISBN 0-674-00212-1
- Classical Art from Greece to Rome (2001) – с Джон Хендерсън; ISBN 0-19-284237-4
- The Parthenon (2002); ISBN 1-86197-292-X
- The Colosseum (2005) – с Кийт Хопкинс; ISBN 1-86197-407-8
- The Roman Triumph (2007); ISBN 0-674-02613-6
- Pompeii: The Life of a Roman Town (2008)[14]; ISBN 1-86197-516-3 (US title: The Fires of Vesuvius: Pompeii Lost and Found; Harvard University Press)
- It's a Don's Life (2009); ISBN 978-1846682513
- All in a Don's Day (2012); ISBN 978-1846685361
- Confronting the Classics: Traditions, Adventures and Innovations (2013); ISBN 1-78125-048-0
- Laughter in Ancient Rome: On Joking, Tickling, and Cracking Up (2014); ISBN 0-520-27716-3
- SPQR: A History of Ancient Rome (2015); ISBN 9780871404237
SPQR. История на Древния Рим, София: Изток-Запад ISBN 978-619-01-0500-8
- Women & Power: A Manifesto (2017); ISBN 978-1788160605}
Жените и властта: Манифест,София: Изток-Запад, (2025) ISBN 978-619-01-1561-8
- Civilisations: How Do We Look / The Eye of Faith (2018 / Liveright Publishing, 2018,(published in the U.S. as How Do We Look: The Body, the Divine, and the Question of Civilization); ISBN 978-1781259993
- Emperor of Rome: Ruling the Ancient Roman World, Liveright (2023); ISBN 978-0871404220 
Императорът на Рим. Властта над древноримския свят., София: Изток-Запад, 2024, ISBN 978-619-01-1405-5